# Pardosa chiapasiana
Pardosa chiapasiana là một loài nhện trong họ Lycosidae.
Loài này thuộc chi Pardosa. Pardosa chiapasiana được Willis J. Gertsch & Alfred Russel Wallace miêu tả năm 1937.